# Manfred Lappe
Manfred Lappe (* 20. Juni 1961 in Düsseldorf) ist ein deutscher Sachbuchautor und Gerichtssachverständiger in Österreich. Er wurde vor allem als Autor von Ratgeberliteratur bekannt.

## Leben
Manfred Lappe machte nach der Schulausbildung eine Ausbildung zum Industriekaufmann und studierte Betriebswirtschaft an der Universität Köln (Abschluss: Diplom-Kaufmann). Nach dem Zivildienst war er Unternehmensberater im Bereich Banken und Kapitalanlagegesellschaften, u. a. bei Accenture, anschließend Vorstandssprecher einer Wertpapierhandelsbank in Deutschland. Seit 2003 lebt er in Wien und ist u. a. als  Gerichtssachverständiger für die Fachgebiete Wertpapiere und Fonds sowie Kredite tätig. Er ist Unternehmensberater und schreibt Ratgeber.
Der Großteil der Ratgeber ist im Verlag des Vereins für Konsumenteninformation (VKI) erschienen und behandelt Finanzthemen wie Haushaltsplanung, Veranlagungen, Kredite, Pensionsvorsorge oder Steuern. Der VKI ist eine gemeinnützige und unabhängige Verbraucherschutzorganisation in Österreich. Das Buch Öffentlichkeitsarbeit in der Altenhilfe entstand während seines Zivildienstes als Referent für Öffentlichkeit im Marie-Juchacz-Zentrum in Köln. Im Buch Alles geregelt. Das Konsument-Vorsorgebuch setzt sich der Autor mit einem selbstbestimmten Altern mittels Vorsorgevollmacht, Patientenverfügung und Testament auseinander.
Er ist seit 2007 ehrenamtlich im Vorstand und seit 2008 als Obmann des Club Max Reinhardt Seminar, dem Förderverein des Max Reinhardt Seminars tätig.

## Werke (Auswahl)
- Todesfall regeln: Das KONSUMENT-Buch für Angehörige, 1. Auflage, Konsument Verlag, Wien 2019, ISBN 978-3-99013-089-6
- 100 Steuer-Tipps, 1. Auflage, Konsument Verlag, Wien 2018, ISBN 978-3-99013-084-1
- Alles geregelt: Das KONSUMENT-Vorsorgebuch, 3. Auflage, Konsument Verlag, Wien 2018, ISBN 978-3-99013-080-3
- Geldanlage kompakt, Konsument Verlag, 4. Auflage, Wien 2012, ISBN 978-3-99013-018-6.
- leistungsstark & lebensfroh, 3. Auflage, Verlag Impuls & Wirkung, Wien 2016, ISBN 978-3-200-04509-5.
- Schlau finanzieren, Konsument Verlag, 3. Auflage, Wien 2012, ISBN 978-3-99013-013-1.
- Achtung Finanzfalle, Konsument Verlag, Wien 2011, ISBN 978-3-99013-008-7.
- Immobilien als Wertanlage, Konsument Verlag, Wien 2010, ISBN 978-3-902273-92-5.
- Private Pensionsvorsorge, Konsument Verlag, Wien 2010, ISBN 978-3-902273-97-0.
- Wohnkredite absichern, Konsument Verlag, Wien 2010, ISBN 978-3-902273-95-6.
- Auskommen mit dem Einkommen, Konsument Verlag, Wien 2009, ISBN 978-3-902273-83-3.
- Kapital & Zinsen, Konsument Verlag, Wien 2009, ISBN 978-3-902273-88-8.